# Pholidoscelis fuscatus
Pholidoscelis fuscatus (лат.) — вид ящериц из семейства Тейиды. Эндемик Карибского острова Доминика, где он встречается в засушливых прибрежных лесах.
Взрослые особи в основном голубовато-серые и могут достигать длины до 40 см от морды до кончика хвоста. Ящерицы этого вида всеядны, питаются упавшими фруктами, падалью и мелкими животными, включая других ящериц.

## История и таксономия
Pholidoscelis fuscatus, называемый доминиканской амейвой, среди местных жителей известен как «аболо». Коренные жители-карибы тушили его как лекарство от некоторых болезней.
Впервые вид был описан в 1887 году Самуэлем Гарманом, заместителем директора отдела герпетологии и ихтиологии Музея сравнительной зоологии Гарвардского университета. Три типовых экземпляра вида, все самцы разного возраста, были получены музеем в 1879 году из коллекции, собранной на Доминике во время «экспедиций Блейка», проведенных Уильямом Хэйли Доллом.

## Описание

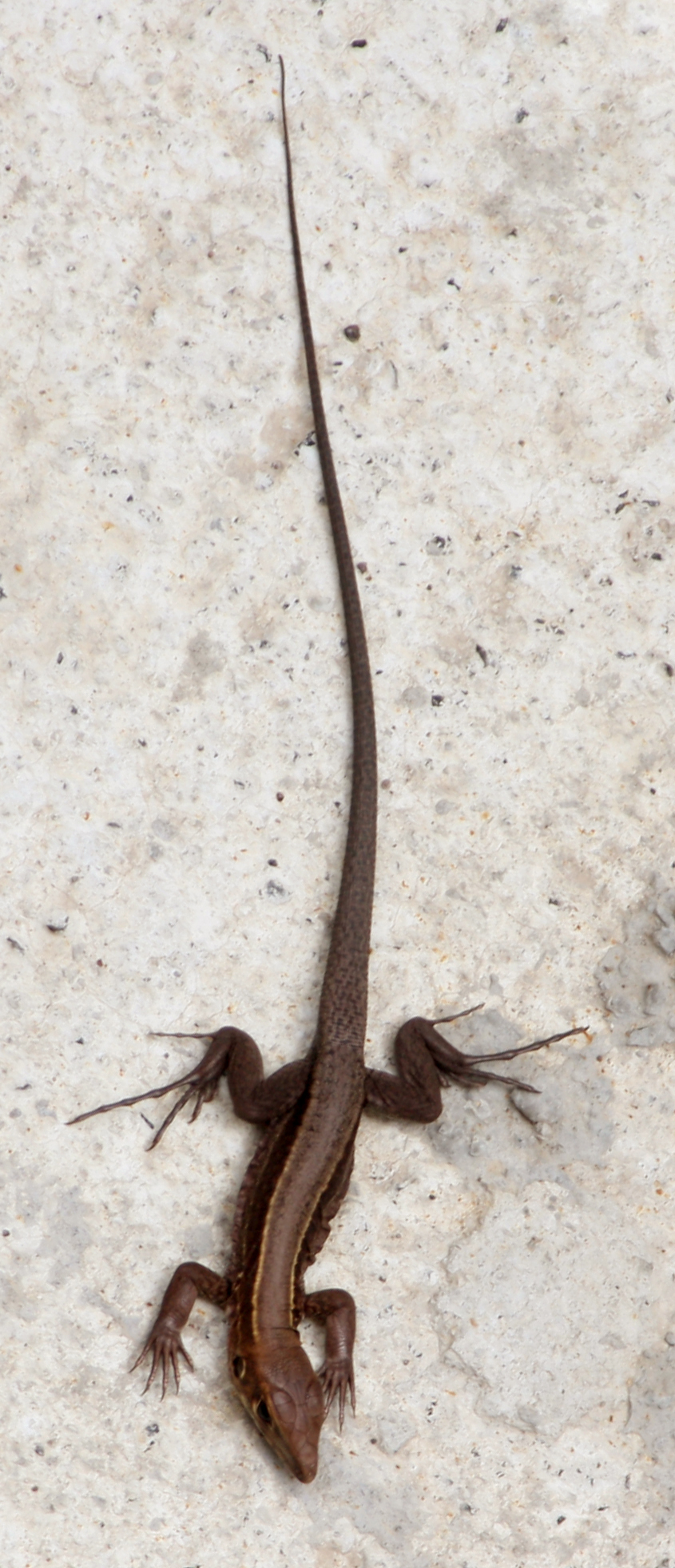
Молодой P. fuscatus, вид сверху. Коулибистри, Доминика.

Взрослые Pholidoscelis fuscatus имеют ярко-синие пятна на боках и внутренней стороне бёдер и серую, а иногда и красновато-коричневую спину с чёрными пятнами. У них бледно-голубая брюшная поверхность, горло и грудь тёмно-сине-серые. Вид характеризуется относительно небольшим половым дихроматизмом: у самцов тенденция к более равномерному сине-серому цвету. Взрослые самцы могут достигать длины до 200 мм от кончика морды до клоаки (SVL), самки — до 154 мм, с их хвостами примерно такой же длины. У взрослых самцов также более широкая голова и челюсти.
Молодые особи сильно отличаются от взрослых, и установить пол особи по простому наблюдению невозможно. В целом молодые ящерицы медно-коричневые, с тёмно-коричневыми боковыми полосами с каждой стороны, ограниченными жёлтыми линиями. Полосы имеют жёлтые точки и пятна, которые с возрастом становятся синими. Молодь часто путают со взрослыми ящерицами Gymnophthalmus pleii и Mabuya mabouya, двумя другими видами ящериц, обитающими в той же среде обитания, потому что они быстро передвигаются, имеют схожую окраску и размер. Двух последних можно отличить от молодых Pholidoscelis fuscatus по их более блестящей коже и менее дифференцированным, змеевидным голове и телу.

## Распространение и местообитание

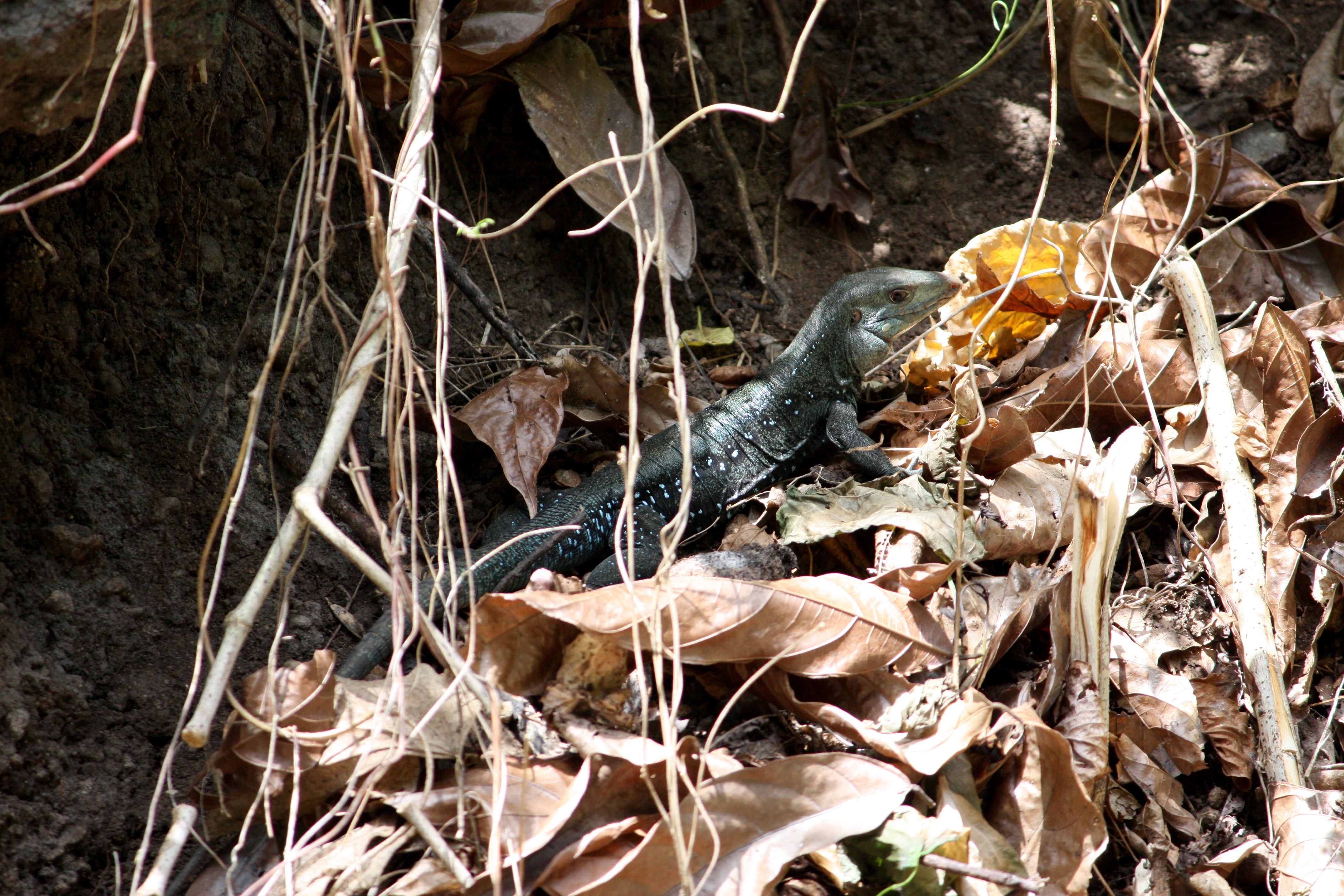
В опавшей листве, окрестности реки Кулибистри.

Вид обитает только на острове Доминика, одного из немногих среди Малых Антильских островов, который сохранил свою первоначальную фауну рептилий и амфибий за последние 200 лет. Это один из двух видов ящериц, эндемичных для Доминики, другой — Anolis oculatus. Pholidoscelis fuscatus — довольно распространённая ящерица на Доминике, где её среда обитания включает сухие прибрежные леса и кустарники, прибрежные леса и обрабатываемые земли на высоте ниже 300 м над уровнем моря. Прибрежные лесные массивы Доминики были отмечены как необычайно благоприятные для рептилий, их биомасса является одной из самых высоких, зафиксированных для популяций наземных рептилий. По оценкам P. fuscatus встречается в этой среде со средней плотностью 379 особей/гектар. Ареал вида также постепенно расширяется на более высокие высоты, поскольку всё больше тропических лесов на Доминике расчищается для развития сельского хозяйства.

## Питание
Вид всеяден. Поедает упавшие фрукты, такие как манго; в лесной подстилке собирает падаль, а также может охотиться на беспозвоночных или более мелких ящериц. Известно, что он ест яйца, эмбрионы и вылупившуюся молодь игуаны Малых Антильских островов Iguana delicatissima, находящейся под угрозой исчезновения. Однако, Pholidoscelis fuscatus, по всей видимости, избегает поедать падаль собственного вида.

## Поведение и размножение

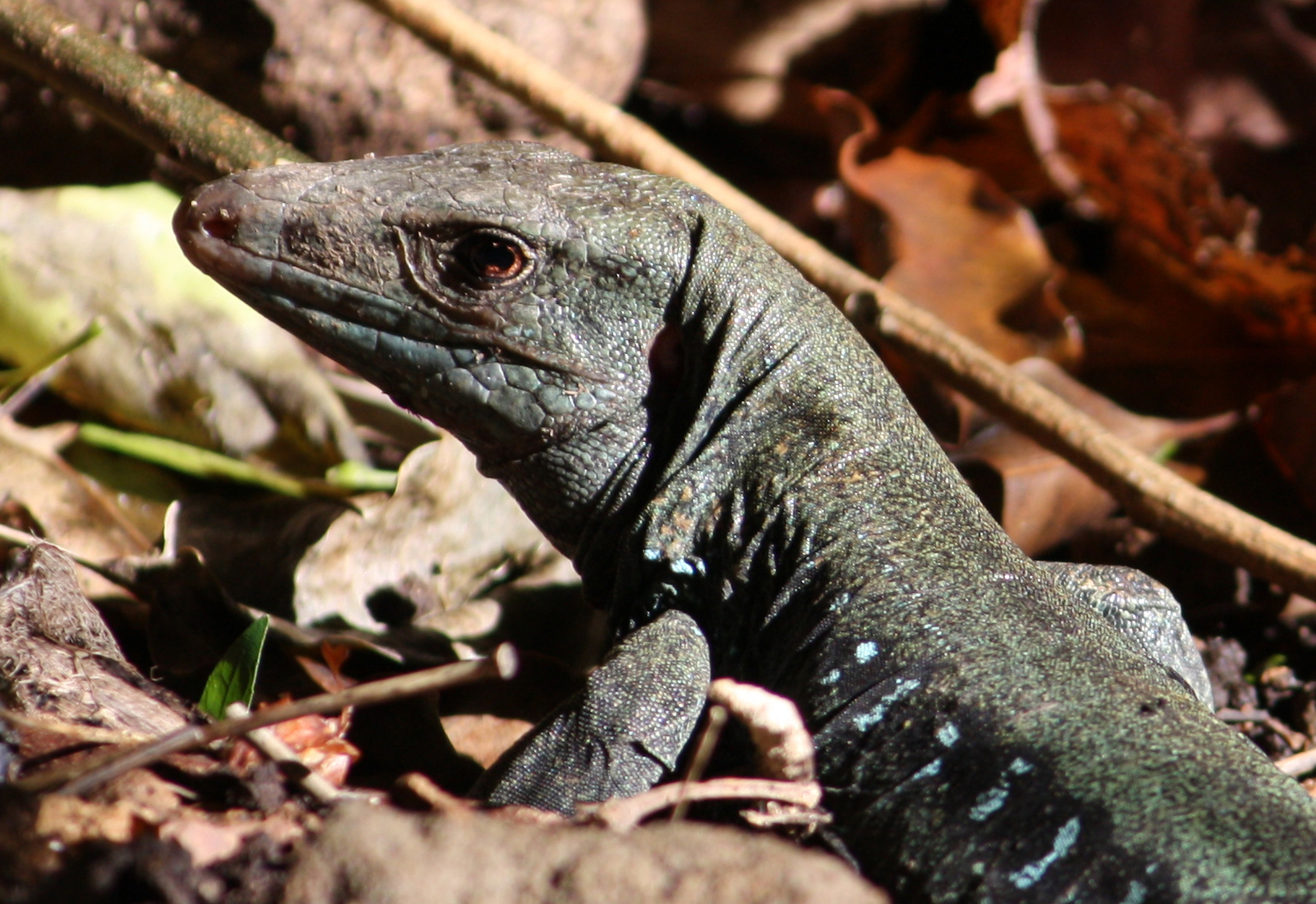
Голова P. fuscatus, Ботанические сады Доминики, Розо.

Ящерицы Pholidoscelis fuscatus гелиотермичны и обычно активны только в самое жаркое время дня. В основном наземные, но были замечены лазанием по деревьям на высоту более 1,5 м, возможно, для охоты.
Самцы созревают при размере от кончика морды до клоаки (SVL) 94 мм, самки — 105 мм. Размножаются круглый год. Подсчитано, что самки откладывают две или три кладки яиц каждый год. Каждая кладка содержит около четырёх яиц, причем количество яиц увеличивается с увеличением размера самки.

## Охранный статус
Хотя многие родственные виды на соседних островах вымерли, P. fuscatus продолжает процветать, возможно, из-за отсутствия мангустов на Доминике. Однако исследователи отметили, что вид может быть особенно уязвим для изменения и фрагментации среды его обитания, вызванной продолжающейся вырубкой лесов для сельскохозяйственных целей и последующей эрозии. Увеличение использования опрыскивания плантаций бананов и деревьев также может представлять угрозу.